# 부산청소년비행예방센터
부산청소년비행예방센터'(북구)또는 부산청소년꿈키움센터'(강서구)는 청소년 보호 업무를 담당하는 부산광역시 [북구 (부산광역시)|강서구]]에 위치한 법무부 부산소년원 소속기관이다.
센터장은  서기관으로 보한다. 부산광역시 북구 낙동북로 755에 위치하고 있다.
현재 부산솔로몬로파크 업무를 같이 병행하고 있다.

## 연혁
- 2007년 10월 부산청소년비행예방센터 개청[1]